# Winnemucca (Nevada)
Pour les articles homonymes, voir Winnemucca.
La ville de Winnemucca (en anglais [ˌwɪnəˈmʌkə]) est le siège du comté de Humboldt, dans l’État du Nevada, aux États-Unis. Selon le recensement des États-Unis de 2010, elle compte 7 396 habitants. Elle se trouve sur l'Interstate 80 et l'U.S. Highway 95. La ville apparaît dans Les Chroniques de San Francisco d'Armistead Maupin.

## Géographie et climat
Winnemucca se trouve dans la région du Grand Bassin. Selon le Bureau du recensement des États-Unis, elle s'étend sur 24,32 km2.
La température moyenne est de 9,5 °C et le total annuel des précipitations est de 208 mm.
| Mois                     | jan. | fév. | mars | avril | mai | juin | jui. | août | sep. | oct. | nov. | déc. |
| ------------------------ | ---- | ---- | ---- | ----- | --- | ---- | ---- | ---- | ---- | ---- | ---- | ---- |
| Température moyenne (°C) | 1,4  | 2,2  | 4,5  | 7,9   | 13  | 18,1 | 22,3 | 20,9 | 15,3 | 9,3  | 3,2  | 1,2  |
| Précipitations (mm)      | 17   | 15   | 20   | 20    | 20  | 23   | 7    | 12   | 10   | 15   | 23   | 23   |

## Démographie
Lors du recensement de 2010, la ville comptait une population de 8 396 habitants. Elle est estimée, en 2017, à 7 788 habitants.